# 克里斯·古爾丁
克里斯·古爾丁（英語：Chris Goulding，1988年10月24日—）生於朗塞斯顿，是一名澳大利亚职业籃球運動員。他現在效力於NBA球隊CAI薩拉戈薩。他也代表澳大利亞國家籃球隊參賽。